# Хрисавги (Кожани)
Хрисавги (грч. Χρυσαυγή) је насељено место у општини Горуша у периферији Западна Македонија, Грчка. Према попису из 2021. године било је 32 становника.
Према бугарском географу и историчару, Василу Канчову, у Хрисавгију је 1900. године живело 280 Грка. Хрисавги се налази у области Населица, која је некада била насељена словенским становништвом које је касније хеленизовано. Село се раније звало Мирали.